# 겐로쿠 살생금지령
겐로쿠 살생금지령(일본어: 生類憐れみの令 쇼루이아레미노레이[*])이란 일본 에도 시대 겐로쿠 연간에 쇼군 도쿠가와 쓰나요시가 발효한 여러 법령(오후레, お触れ)을 일컫는 말이다. 특정 성문법률이 아니라, 여러 가지 비슷한 법령을 총칭하여 일컫는 말이다.

## 설명
이미지상으로는 특히 "개"에 대한 살생을 금한 것으로 각인되어 있는데, 실제로는 어패류및 곤충에 이르기까지 모든 생물체에 적용되었다. 도쿠가와 쓰나요시는 병술년 태생으로, 특히 개를 보호하였다. (개인적으로도 개를 좋아하여 100마리의 개를 길렀다고 한다) 보통 백성들의 처지를 무시한 공리망상적인 가혹한 악법,천하의 악법,희대의 악법등 악평이 높으나, 일부에서는 에도 시대사 재인식의 흐름에서 긍정적으로 평가하는 견해도 없지 않다.

## 개요

### 배경
에도 막부 5대 쇼군인 쓰나요시가 조쿄(貞享) 4년(1687년)에 생물의 살생을 금지하는 법령을 제정하였다. 당초에는 살생을 금하기를 권하는 의미의 정신훈화적인 법령이었으나, 위반자가 많을 수밖에 없으므로, 나중에는 개를 장부에 등록하여 관리하는 등록제도를 만들어 정식으로 관헌측에 의하여 단속이 시작되었으며, 1696년에는 개학대에 대한 신고자에게는 포상금이 지급되었다. 이 때문에 상징적인 법령은 구속력과 민간상호감시라는 결과를 낳았으며, 이 때문에 민간에서는 악법이라는 인식과 막부측에 대한 불만이 끊이지 않게 되었다.

### 처벌
무사계급도 일부 위반자는 처벌을 받았으나, 무사의 처벌은 하급무사에 국한되었으며, 처벌받은 자중에 가장 높은 신분은 녹봉이 미미한 하타모토였다. 상급 하타모토와 다이묘등은 처벌의 대상에서 제외되었으며, 이 때문에 막부의 중신과 간부들은 그다지 신경을 쓰지 않게 되었다.
그러나 이 법령에 불만을 품은 도쿠가와 고산케의 한 사람인 미토 미쓰쿠니는 쓰나요시에게 상등품의 개가죽 20장을 선물로 보냈다는 일화가 있다.

### 에도 이외의 지역
에도 이외의 지방에서는 살생금지령이 그다지 엄중하게 집행되지 않았던 것으로 보인다. 오와리 번사이자, 오와리 도쿠가와가문의 중신인 아사히 시게노리(朝日重章)의 기록인 앵무롱중기(鸚鵡籠中記)에 따르면, 그는 낚시를 매우 즐겨 쓰나요시의 죽음에 따라 살생령이 해제될 때까지 76회 이상 고기를 잡으러 나가, 거의 지키지 않았다.
또한 돼지나 닭을 이용한 요리가 많았던 나가사키 지역에서도 살생금지가 철저히 지켜지지 않아서 1694년에 막부측에서 금령이 지켜지지 않고 있으니, 철저히 교육하여 하부까지 준수하도록 하는 내용의 지침이 내려지지만, 이 지침에서도 나가사키에 무역으로 와 있던 중국인이나 네덜란드인들에게는 육식을 허용하고 있다.
즉, 이 법령에 열심이었던 막부 각료들은 소바요닌으로서
그중에서도 기타미 시게마사는 쓰나요시가 나카노,요쓰야,오쿠보등지에 대규모의 개집을 세우자, 이를 모방하여 자기 영지인 기타미에 대규모 개집을 만들었다.

### 논란
도쿠가와 이에노부(쓰나요시의 조카로 양자로 입적)가 쇼군 후견직으로 취임하자, 쓰나요시에게 즉각 살생금지령을 폐지하도록 요구했다고 한다. 쓰나요시는 이 요구를 거절하였으며, 내가 죽더라도 살생금지령만은 세상에 남겨두라고 말했다. 그러나 쓰나요시 사후, 1709년(호에이宝永 6년) 아라이 하쿠세키가 6대 쇼군으로 취임한 이에노부의 보좌역으로 취임하자, 쓰나요시의 장례이후 얼마 지나지 않아, 이 법률을 폐지했다. 이 법령이 폐지되자마자, 에도에서는 그동안 쌓인 울분을 풀려는듯, 길가는 개를 발로차거나 때리는 등, 괴롭히는 자들이 늘었다고 한다.
또한, 《도쿠가와 금령고》(徳川禁令考)등 막부및 그 관계자가 편찬한 법령집에도 막부의 권위를 저하시키지 않도록 하기 위한 목적으로 이 법령은 넣지 않았다.